# Amianto

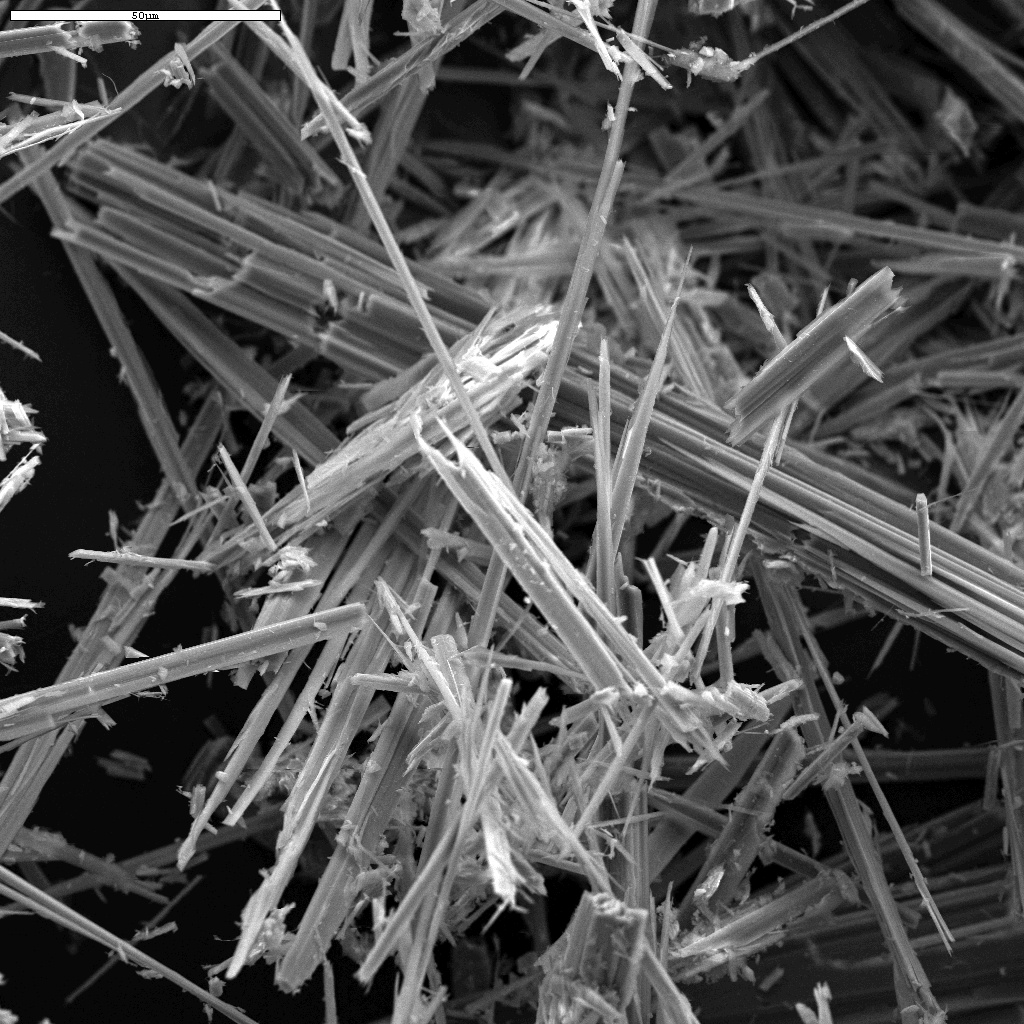
Fibre di amianto antofillite (immagine SEM)

Con il termine  amianto o  asbesto ci si riferisce ad un insieme di minerali che hanno consistenza fibrosa e sono considerati cancerogeni di gruppo 1 dall'agenzia internazionale per la ricerca sul cancro.
I minerali che vengono chiamati genericamente amianto sono 6 e appartengono al gruppo degli inosilicati (serie degli anfiboli) o a quello dei fillosilicati (serie del serpentino). Per poter diventare amianto i minerali di partenza devono subire particolari processi idrotermali di bassa pressione e bassa temperatura. 
È tipicamente formato da singole fibre più lunghe di 5 μm e con rapporto lunghezza / larghezza di almeno 3:1.

## Tipi
I minerali classificati come amianto dalle normative internazionali sono:
| Nome        | Nome comune    | Formula chimica          | Etimologia                                                                                            |
| ----------- | -------------- | ------------------------ | --- |
| Actinolite  | Attinolite     | Ca2(Mg,Fe)5Si8O22(OH)2   | dal greco: "raggio"                                                                                   |
| Amosite     | Amianto bruno  | (Mg,Fe)7Si8O22(OH)2      | acronimo di "Asbestos Mines of South Africa", nome commerciale dei minerali grunerite e cummingtonite |
| Antofillite |                | (Mg,Fe)7Si8O22(OH)2      | dal greco: "chiodo di garofano"                                                                       |
| Crisotilo   | Amianto bianco | Mg3Si2O5(OH)4            | dal greco: "fibra d'oro"                                                                              |
| Crocidolite | Amianto blu    | Na2Fe2+3Fe3+2Si8O22(OH)2 | dal greco: "fiocco di lana", varietà fibrosa del minerale riebeckite                                  |
| Tremolite   |                | Ca2Mg5Si8O22(OH)2        | dal nome della Val Tremola, in Svizzera                                                               |

La tremolite e l'actinolite, due minerali comuni nelle rocce femiche di tutto il mondo, nella loro struttura più comune non hanno abito asbestiforme, perciò non rappresentano un pericolo per la salute.

## Storia
Anche gli antichi Egizi e Romani conoscevano le proprietà ignifughe dell’amianto; i Romani, in particolare, lo utilizzavano per tessere stoffe e per stoppini delle lampade. Nel "Milione" di Marco Polo viene descritto nel capitolo a proposito della provincia di Chingitalas un tessuto, che viene chiamato salamandra, prodotto a partire da un minerale estratto nelle montagne della zona. Con la fibra, descritta come bianca e simile alla lana, vengono prodotte sopratutto tovaglie, che una volta sporche vengono gettate nel fuoco per essere pulite in virtù delle proprietà ignifughe del tessuto.
La parola "amianto" deriva dal greco antico ἀμίαντος (amiantos), che significa "incorruttibile" o "inestinguibile", un riferimento alla sua resistenza al fuoco.
I primi rapporti sui potenziali rischi per la salute legati all’amianto risalgono all'inizio del XX secolo. Negli anni '20, il termine “asbestosi” fu coniato per descrivere una malattia polmonare causata dall’inalazione di fibre di amianto. L’amianto è stato ampiamente utilizzato nell’edilizia e in molti settori dell’industria nel corso del XX secolo soprattutto per le sue peculiari caratteristiche di flessibilità e resistenza con eccellenti proprietà di protezione al fuoco e di isolamento termico e acustico.
Oggi, il rischio dell'amianto è stato riconosciuto; l'uso dell'amianto, a causa della sua elevata pericolosità e tossicità, è completamente vietato in 67 paesi e severamente regolamentato in molti altri.

### Eternit
Per Eternit ci si riferisce al nome commerciale di un materiale composito ottenuto da una miscela di amianto e cemento; è proprio la combinazione di questi due elementi a conferire ai prodotti le caratteristiche di flessibilità e resistenza (tipiche dell’amianto) e di compattezza e robustezza (tipiche del cemento).
Il nome del prodotto deriva dall’azienda Eternit che per prima ha brevettato e sviluppato questa miscela di fibre amiantifere e cemento all’inizio del XX secolo; la scelta del nome deriva proprio dalle caratteristiche di resistenza dei materiali commercializzati (Eternit fa riferimento al termine latino “aeternitas” che significa “eternità”).

## Pericolosità

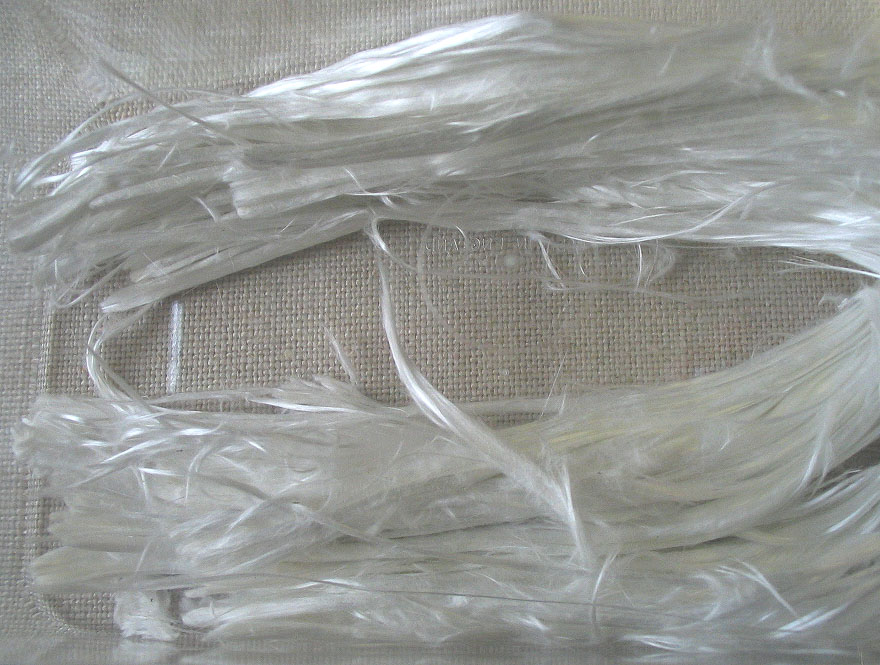
Fibre di amianto.

In natura l'amianto è un materiale molto comune. La sua resistenza al calore e la sua struttura fibrosa ne avevano reso comune l'uso come materiale per indumenti e tessuti da arredamento a prova di fuoco, ma la sua ormai accertata nocività per la salute ha portato a vietarne l'uso in molti paesi. Se respirate, le polveri contenenti fibre d'amianto possono infatti causare gravi patologie, l'asbestosi per importanti esposizioni, tumori della pleura, ovvero il mesotelioma pleurico, e il carcinoma polmonare.
Gli amianti più cancerogeni sono gli anfiboli; fra essi il più temibile è la crocidolite. Una fibra di amianto è 1300 volte più sottile di un capello umano. Non esiste una soglia di rischio al di sotto della quale la concentrazione di fibre di amianto nell'aria non sia pericolosa: un'esposizione prolungata nel tempo o a elevate quantità aumenta significativamente le probabilità di contrarne le patologie associate.
L'amianto è stato utilizzato fino agli anni ottanta per la coibentazione di edifici, tetti, navi, ad esempio le portaerei classe Clemenceau, treni; come materiale da costruzione per l'edilizia sotto forma di composito fibro-cementizio, noto anche con il nome commerciale Eternit, utilizzato per fabbricare tegole, pavimenti, tubazioni, vernici, canne fumarie, e inoltre nelle tute dei vigili del fuoco, nelle auto (vernici, parti meccaniche, materiali d'attrito per freni e frizioni di veicoli, guarnizioni) e anche per la fabbricazione di corde, plastica e cartoni. Inoltre la polvere di amianto è stata largamente utilizzata come coadiuvante nella filtrazione dei vini. Altro uso diffuso era come componente dei ripiani di fondo dei forni per la panificazione.
Il primo paese al mondo a usare cautele contro la natura cancerogena dell'amianto tramite condotti di ventilazione e canali di sfogo fu il Regno Unito nel 1930 a seguito di pionieristici studi medici che dimostrarono il rapporto diretto tra utilizzo di amianto e tumori. Nel 1943 la Germania fu il primo paese a riconoscere il cancro al polmone e il mesotelioma come conseguenza dell'inalazione di amianto e a prevedere un risarcimento per i lavoratori colpiti. Il primo Stato a bandire l'amianto fu l'Islanda nel 1983 e attualmente 67 paesi nel mondo hanno bandito l'amianto, la maggior parte dei quali con economie ad alto reddito.

## Divieto d'uso in Italia
La produzione, la lavorazione e la vendita dell'amianto sono fuori legge in Italia dal 1992. La legge n. 257 del 1992, oltre a stabilire termini e procedure per la dismissione delle attività inerenti all'estrazione e alla lavorazione dell'amianto, è stata la prima a occuparsi anche dei lavoratori esposti all'amianto. All'art. 13 essa ha introdotto diversi benefici consistenti sostanzialmente in una rivalutazione contributiva del 50% ai fini pensionistici dei periodi lavorativi comportanti un'esposizione al minerale nocivo. In particolare questo beneficio è stato previsto: per i lavoratori di cave e miniere di amianto a prescindere dalla durata dell'esposizione (comma 6), per i lavoratori che abbiano contratto una malattia professionale amianto-correlata in riferimento al periodo di comprovata esposizione (comma 7) e per tutti i lavoratori che siano stati esposti per un periodo superiore ai 10 anni (comma 8).

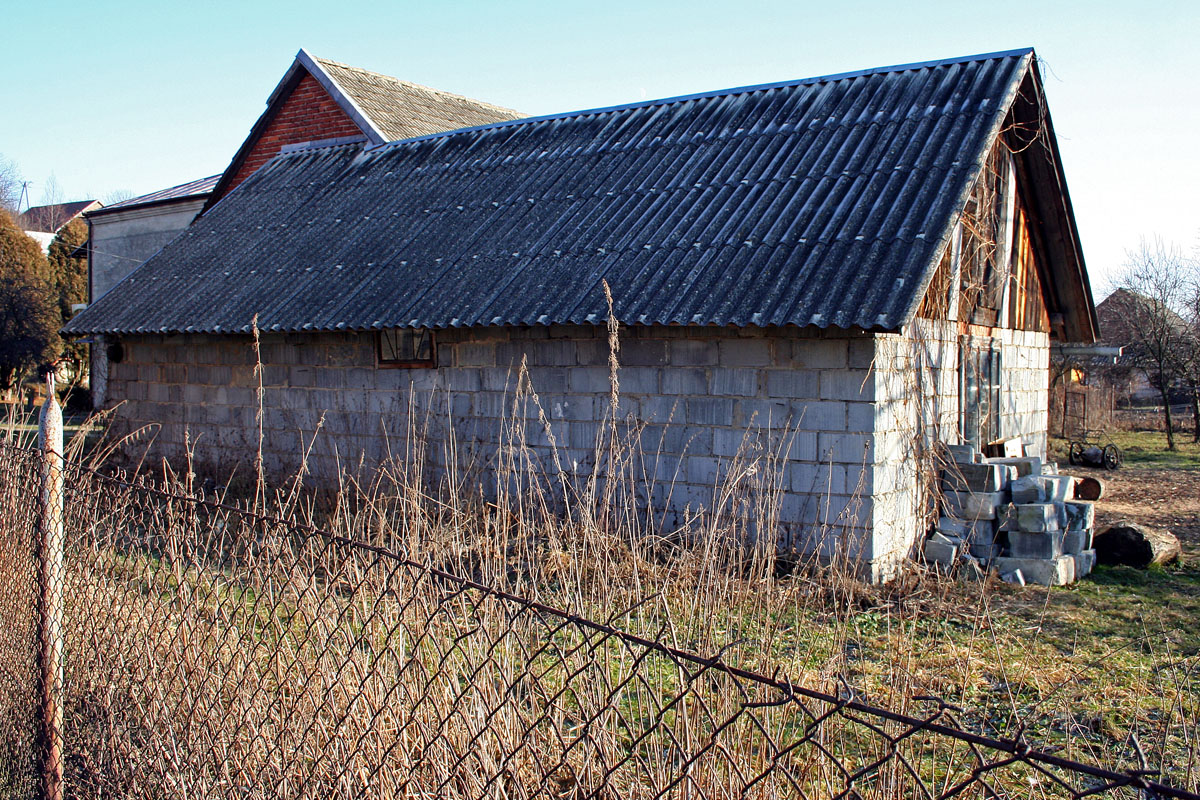
Un capanno con tetto di Eternit

In seguito alla normativa indicata nel 1995 venne stabilita una procedura amministrativa che vedeva coinvolto l'INAIL per l'accertamento dei presupposti di legge per il riconoscimento dei predetti benefici previdenziali. In particolare l'INAIL procedeva all'accertamento dei rischi presso lo stabilimento del datore di lavoro tramite professionisti interni inquadrati nella CONTARP (Consulenza Tecnica Accertamento Rischi e Prevenzione); sulla base degli accertamenti di esposizione e dei curricula professionali, venivano rilasciati ai lavoratori gli attestati dell'eventuale periodo di avvenuta esposizione all'amianto. Questa procedura è stata sostanzialmente confermata con decreto interministeriale del 27 ottobre 2004, adottato ai sensi dell'art. 47 della legge n. 326 del 2003, che ha anche ridotto la rivalutazione contributiva al 25% e stabilito che il beneficio è utile solo ai fini della misura della pensione e quindi non più anche per la maturazione del diritto. Tuttavia prima degli anni ottanta i curricula non erano archiviabili in formato digitale e nel settore marittimo il cambio di bandiera di molte compagnie è stato causa di difficoltà nel recuperare gli attestati di servizio; inoltre con la rottamazione delle navi finivano al macero anche gli archivi.
In assenza di un parere dei professionisti INAIL, il singolo lavoratore può incontrare serie difficoltà nel documentare in sede amministrativa la propria esposizione all'amianto, dovendo pertanto ricorrere spesso a un accertamento giudiziale. Tuttavia, per effetto delle modifiche introdotte dalla citata legge n. 326 del 2003, la domanda all'INAIL per il rilascio dell'attestato è stata sottoposta a un termine di decadenza di 180 giorni decorrenti dall'entrata in vigore del citato decreto interministeriale del 27 ottobre 2004, scaduto il quale l'azione giudiziaria non era più proponibile.

## Valori limite
Il valore oltre il quale l'esposizione dei lavoratori alle fibre di qualsiasi minerale di amianto è considerato pericoloso, è fissato dal D. Lgs. 81/2008 art. 254 a 0,1 fibre/cm3 di aria, misurato come media ponderata nel tempo di riferimento di otto ore. I datori di lavoro provvedono affinché nessun lavoratore sia esposto a una concentrazione di amianto nell'aria superiore al valore limite.
Il conteggio delle fibre di amianto è effettuato di preferenza tramite microscopia a contrasto di fase, applicando il metodo raccomandato dall'Organizzazione mondiale della sanità (OMS) nel 1997 o qualsiasi altro metodo che offra risultati equivalenti.

## Dispositivi di protezione individuale
Fondamentale per i lavoratori potenzialmente esposti alle fibre di amianto è l'osservanza delle norme in materia di utilizzo di dispositivi di protezione individuale. Per l'utilizzo di un DPI è prevista: l'informazione del personale sui rischi dai quali protegge il DPI, l'addestramento all'uso di DPI di terza categoria, la verifica sulle modalità di impiego dei DPI e sul loro stato e la manutenzione periodica per mantenere i dispositivi efficienti. I DPI per esposizioni all'amianto sono:
- tuta di protezione
- copri scarpe o stivali di gomma
- guanti da lavoro
- protettori delle vie respiratorie.

La tuta deve essere intera, possedere un cappuccio, essere priva di tasche, chiusa ai polsi e alle caviglie con elastici e data da un tessuto idoneo a non trattenere le fibre. Sono disponibili tute monouso in Tyvek oppure in tessuto lavabile in cotone trattato o in gore-tex. Le prime non devono essere lavate, si acquistano a prezzi contenuti, ma allo stesso tempo sono poco traspiranti e possiedono scarsa resistenza allo strappo. Le tute in tessuto lavabile, ovvero in cotone trattato, come vantaggi hanno il costo moderato, la possibilità di essere riutilizzate e la capacità di traspirare il sudore. Gli svantaggi sono dovuti al lavaggio del dispositivo di protezione che non può essere lavato in ambienti domestici, ma deve essere trasportato in lavanderie autorizzate; un ulteriore problema è dovuto alla perdita del trattamento di protezione in seguito ai lavaggi. Le tute in gore-tex presentano le caratteristiche migliori, sono traspiranti e confortevoli, resistenti, lavabili e impermeabili, ma hanno costi particolarmente elevati e anche queste possono essere lavate solo da lavanderie autorizzate o da lavatrici poste in cantiere. Le calzature devono essere costituite da materiali lavabili e possedere un gambale sufficientemente alto da essere coperto dai pantaloni della tuta.
I dispositivi di protezione delle vie aeree possono essere suddivisi in isolanti e non isolanti. I dispositivi isolanti permettono al lavoratore di utilizzare aria proveniente da una sorgente non inquinata. Si usano quando: c'è un elevato quantitativo di inquinamento ambientale, con concentrazione di ossigeno nell'aria molto bassa oppure se vi è la presenza di gas o vapori al di sopra dei limiti di sicurezza. I dispositivi non isolanti filtrano l'aria attraverso opportuni filtri, specifici per ogni tipo di sostanza, che sono in grado di trattenere gli inquinanti dispersi nell'aria.
I dispositivi per le vie aeree possono essere inoltre a semimaschera o a maschera facciale intera e il loro utilizzo dipende dalla concentrazione delle fibre di amianto in aria.

## Bonifica
La bonifica dell'amianto può avvenire utilizzando tre diversi metodi:
- rimozione, eliminare materialmente la fonte di rischio;
- incapsulamento, impregnare il materiale con l'uso di prodotti penetranti e ricoprenti;
- confinamento, installare delle barriere in modo da isolare l'inquinante dall'ambiente.

La rimozione è il procedimento più usato perché elimina ogni potenziale fonte di esposizione e il bisogno di attuare cautele nelle attività che vengono svolte nell'edificio. Gli svantaggi che porta questo tipo di bonifica sono: esposizione dei lavoratori a livelli elevati di rischio, produzione di contaminanti ambientali, produzione di alti quantitativi di rifiuti tossici e nocivi che devono essere smaltiti in determinati depositi, tempi di realizzazione lunghi e costi molto elevati.
L'incapsulamento è un trattamento con prodotti penetranti o ricoprenti che permettono di inglobare le fibre di amianto e consente di costituire una pellicola di protezione sulla superficie esposta. I costi e i tempi di intervento appaiono più contenuti, non è necessario applicare un materiale sostitutivo e di conseguenza non vengono prodotti rifiuti tossici. Inoltre il rischio è minore per i lavoratori addetti e per l'ambiente. L'unica verifica di cui necessita questa modalità di bonifica è un programma di controllo e manutenzione, in quanto l'incapsulamento può alterarsi e venire danneggiato.
Infine il confinamento consiste nel posizionare una barriera a tenuta che divida le aree che vengono utilizzate all'interno dell'edificio dai luoghi dove è collocato l'amianto. Per evitare che le fibre si possano liberare all'interno dell'area, il processo deve essere accompagnato da un trattamento incapsulante. Il vantaggio principale è quello di creare una barriera resistente agli urti. Il suo utilizzo è idoneo per materiali facilmente accessibili, soprattutto per quanto riguarda le aree circoscritte. I costi sono accessibili a meno che l'intervento non richieda lo spostamento di impianti, quali elettrico, termoidraulico e di ventilazione. È necessario stilare un programma di controllo e manutenzione.
Un ulteriore processo per l'inertizzazione e di compattazione delle polveri di amianto è la nodulizzazione.
In Italia, per poter smaltire l'amianto si deve fare riferimento ad aziende regolarmente iscritte all'Albo nazionale delle imprese che effettuano la gestione dei rifiuti, come stabilito dalla Corte di Cassazione con la sentenza n. 11128/2015. Per incentivare la messa in sicurezza dal rischio amianto e rendere più sostenibili gli alti costi il Parlamento ha approvato con la legge di stabilità 2016 la detraibilità del 65% delle spese di bonifica.

## Dati statistici sulle malattie professionali
L'asbestosi è stata la prima malattia professionale amianto-correlata riconosciuta dall'INAIL; dal 1994 sono altresì tabellate come tali anche il mesotelioma (pleurico, pericardico e peritoneale) ed il carcinoma polmonare.
Le zone con mortalità da amianto più elevata sono la provincia di Gorizia (Monfalcone) e Trieste nel nord est, gran parte della Liguria, Genova e soprattutto La Spezia e la provincia di Alessandria nel nord ovest, Carrara, Livorno, Massa e Pistoia al centro, Taranto (principalmente a causa del centro siderurgico e dell'arsenale) a sud, in Sicilia a Siracusa con lo stabilimento Eternit. Sono quasi tutte zone costiere con cantieri navali e porti. Fra le province non costiere figurano Alessandria, dove è situato Casale Monferrato, sede per circa 80 anni della più grande fabbrica di cemento-amianto della Eternit, Pavia, dove è situato Broni, sede del cementificio Fibronit, e Pistoia, sede di Breda Costruzioni Ferroviarie.
Dal 1992 al giugno 2005, le domande presentate per andare in pensione usufruendo del beneficio di legge, sono state circa 71.000 in Liguria (1 ogni 20 abitanti). I numeri sono sensibilmente più alti se confrontati con quelli del vicino Piemonte, la seconda regione più colpita in Italia, che ha circa 43.000 domande (1 ogni 100 abitanti).

## Film documentari sull'amianto
- Attenti al treno., documentario di Maura Crudeli e Federico Alotto sulle officine dell'ex Fiat Ferroviaria di Savigliano, dove vi sono stati molti morti di mesotelioma.
- Arrakis. URL consultato il 25 febbraio 2019 (archiviato dall'url originale il 15 giugno 2008)., documentario poetico con la voce di un ex operaio laringectomizzato per un tumore causato dall'amianto
- Indistruttibile., documentario di Michele Citoni
- Amianto: le morti silenziose., tratto da Blu notte - Misteri italiani
- H2A. L'acquedotto in amianto., documentario sulla rete idrica di Bologna di Giuliano Bugani e Daniele Marzeddu

## Riferimenti normativi
- Legge 27 marzo 1992, n. 257 - Norme relative alla cessazione dell'impiego dell'amianto.
- Decreto ministeriale 6 settembre 1994 Normative e metodologie tecniche di applicazione dell'art. 6, comma 3, e dell'art. 12, comma 2, della legge 27 marzo 1992, n. 257, relativa alla cessazione dell'impiego dell'amianto.
- Titolo IX, Capo III del  Decreto legislativo 9 aprile 2008, n. 81 (Testo unico sulla salute e sicurezza sul lavoro) (PDF).
- Piano nazionale amianto - Ministero della Salute - Aprile 2013 (PDF).
- Art. 1, commi 250e 250-bis del  Legge 11 dicembre 2016, n. 232. - Bilancio di previsione dello Stato per l'anno finanziario 2017 e bilancio pluriennale per il triennio 2017-2019.
- Art. 41-bis del  Decreto-Legge 30 aprile 2019, n. 34. - Misure urgenti di crescita economica e per la risoluzione di specifiche situazioni di crisi.

### Regione Puglia
- Piano Regionale Amianto Puglia (PRAP) (PDF).
- DGR 11 aprile 2012, n. 676 (PDF).